# Sam Matekane
Ntsokoane Samuel Matekane (n. 15 martie 1958, Mantsonyane⁠(d), Lesotho) este un om de afaceri și politician din Lesotho, în prezent prim-ministru al țării. Înainte de a intra în politică, era considerat cel mai bogat om din Lesotho. Matekane și-a construit averea în domeniul exploatării diamantelor, precum și prin contracte de construcții acordate de stat. În 1986, a fondat propria sa companie, Matekane Group of Companies (MGC).
În martie 2022, Matekane a organizat o conferință de presă în hotelul său și a înființat partidul Revolution for Prosperity (RFP – Revoluția pentru Prosperitate). A finanțat din fonduri proprii o campanie electorală cu o prezență semnificativă pe rețelele sociale și a câștigat alegerile generale din Lesotho din 2022.

## Biografie
Născut la 15 martie 1958, Ntsokoane Samuel Matekane este al șaptelea dintre cei paisprezece frați. S-a născut în localitatea Mantšonyane, aflată atunci în Basutolandul Britanic, actualul Lesotho.
A urmat cursurile Școlii Primare Bocheletsane din Basutoland, apoi s-a înscris la Liceul Mabathoana din Maseru, unde a obținut certificatul de absolvire a ciclului inferior de liceu după trei ani de studii secundare. După obținerea certificatului, Matekane a părăsit școala pentru a urma o carieră în afaceri. Crescut într-un sat rural, și-a împărțit timpul între școală și responsabilitățile familiale, precum păstoritul animalelor și munca agricolă. Ca toți copiii din comunitatea sa, era așteptat să contribuie la treburile gospodărești, ceea ce, uneori, l-a împiedicat să meargă la școală.

## Cariera în afaceri
Ntsokoane Samuel Matekane este fondatorul și directorul executiv al Matekane Group of Companies (MGC), companie înființată în 1986 ca afacere specializată în vânzarea de utilaje pentru construcții. La început, compania achiziționa vehicule uzate sau avariate de la guvern, le repara și apoi le revindea tot către stat. Ulterior, grupul și-a extins activitatea în domenii precum exploatarea minieră, aviația, dezvoltarea imobiliară, agricultura și industria hotelieră.
Creșterea companiei a fost susținută în mare parte prin contracte publice, însă legitimitatea acestora a fost pusă sub semnul întrebării din cauza unor acuzații de favoritism și corupție politică.

### Filantropie
Prin intermediul MGC, Matekane a finanțat numeroase proiecte în Lesotho. Printre acestea se numără construcția unui stadion de fotbal, a unei școli, a unui centru de convenții, precum și a unei ferme bazate pe un model de parteneriat între fermierii locali și companie în satul său natal, Mantšonyane.
În timpul pandemiei de COVID-19, Matekane a achiziționat și donat echipamente de testare, vaccinuri și alte materiale medicale. De asemenea, a donat 8 milioane de Loti⁠(d) pentru uniforme ale poliției și 2 milioane de Loti pentru echipamente destinate Forțelor de Apărare din Lesotho.

## Ca prim-ministru

### Alegerile din 2022 și investirea în funcție
În martie 2022, cu câteva luni înainte de alegerile generale, Matekane a fondat partidul Revolution for Prosperity (RFP). S-a prezentat ca "protector al mediului de afaceri", "lider mesianic" capabil să aducă stabilitate politică și "singurul om de afaceri" din țară capabil să combată corupția și să scoată Lesotho din recesiunea economică începută în 2017.
În campania electorală, a acuzat partidele tradiționale că nu mai servesc interesele poporului. Statutul său de outsider politic a contribuit la succesul electoral al RFP. Deși partidul său a obținut cinci locuri mai puțin decât majoritatea absolută în Adunarea Națională, Matekane a reușit să formeze o coaliție de guvernare cu două formațiuni mai mici: Alliance of Democrats și Movement for Economic Change.
După victorie, a prezentat un plan în 20 de puncte pentru a combate corupția și deficitul bugetar de 6,1 miliarde maloti în primele 100 de zile de mandat. Printre prioritățile sale s-au numărat austeritatea fiscală și crearea de locuri de muncă prin atragerea de investitori internaționali.

### Infracționalitate
Relația dintre guvernul civil și poliție s-a îmbunătățit aparent sub conducerea lui Matekane, însă guvernul său a fost criticat pentru agravarea situației omuciderilor din țară.
Ca reacție la asasinarea jurnalistului și prezentatorului radio Ralikonelo Joki, guvernul a impus, la 16 mai 2023, o interdicție de circulație la nivel național între orele 22:00 și 04:00. Măsura a fost criticată pentru duritatea ei și au existat semne de întrebare privind eficacitatea sa.

### Politica economică
În iunie 2023, Matekane a lansat Centrul pentru Antreprenoriat și Facilitatea de Finanțare Seed, o inițiativă ce urmărește crearea a 15 organizații de sprijin antreprenorial, incubarea a 500 de start-up-uri și implicarea diasporei. Bugetul total este de 52,5 milioane USD, dintre care 45 de milioane reprezintă împrumut cu dobândă redusă, iar 7,5 milioane sunt granturi, ambele acordate de Banca Mondială.
În iunie 2025, Matekane a declarat șomajul în rândul tinerilor drept criză națională și a promis crearea a 70.000 de locuri de muncă în trei săptămâni. Activistul Tšolo Thakeli, cunoscut pentru protestele sale împotriva inacțiunii guvernului în ceea ce privește șomajul, a publicat un mesaj critic în care a acuzat lipsa de substanță a planului și faptul că Matekane nu a acționat mai devreme. În urma acestei postări, guvernul l-a arestat pe Thakeli sub acuzația de insultă la adresa prim-ministrului, instigare la revoltă și subminare a autorității statului. Acesta a fost eliberat la scurt timp, după proteste pentru eliberarea sa și reacții din partea organizațiilor pentru drepturile omului din regiune.

### Relații externe
În mai 2023, 31 de mineri basotho care lucrau ilegal în Africa de Sud au murit într-o explozie. Matekane a intensificat eforturile pentru a combate mineritului transfrontalier ilegal, inclusiv prin implementarea unui acord semnat de predecesorul său în noiembrie 2021. La lansarea unei comisii bilaterale privind această problemă, el a afirmat că acest eveniment „marchează un nou început în relația dintre Africa de Sud și Lesotho”.
În septembrie 2023, Matekane a vorbit în fața Națiunilor Unite solicitând mai mult sprijin pentru țările cel mai puțin dezvoltate, exprimându-și speranța de a putea exporta energie electrică și apă către Africa de Sud.

### Probleme politice

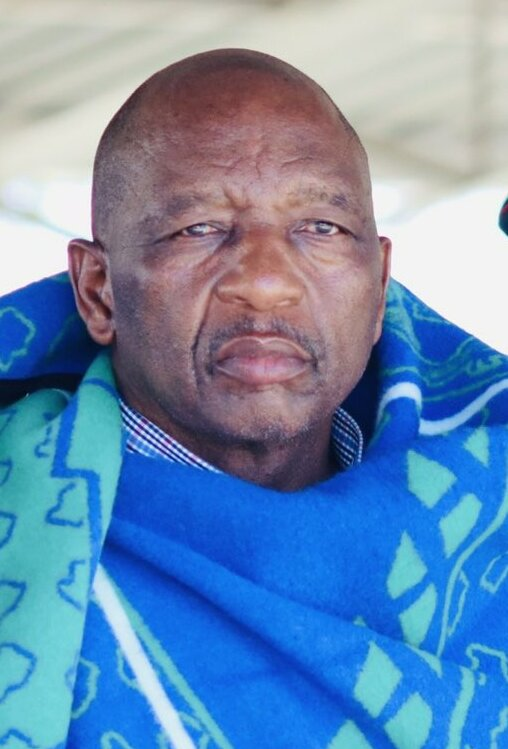
Matekane în 2023

Se pare că Matekane a fost nevoit să-și finanțeze singur ceremonia de învestire din cauza lipsei fondurilor publice.
Cabinetul său a fost format din doar 15 membri, comparativ cu 36 în cabinetul anterior. Au fost numite trei femei, reprezentând 20% din componență. Deși cabinetul precedent număra cinci femei, acestea constituiau doar 14% din total. Conform Afrobarometer, 73% dintre basotho consideră că guvernul ar trebui să facă mai mult pentru promovarea drepturilor și oportunităților femeilor.
Până în prezent, Matekane nu a reușit să adopte cel de-al 11-lea amendament constituțional, rezultat din dialogul național mediat de SADC din perioada 2018–2019. Deși toate partidele politice și-au exprimat public susținerea pentru proiect, guvernul condus de Matekane a propus în începutul anului 2023 divizarea acestuia în trei părți, ceea ce a fost respins de opoziție. Aceasta a acuzat guvernul că urmărește să-și instaleze susținătorii în administrația publică înainte de a avansa reformele.
La 30 octombrie 2023, Matekane s-a confruntat cu o moțiune de cenzură. Guvernul său a încercat să conteste modificarea constituțională care permitea desfășurarea votului. Armata din Lesotho a intervenit împotriva desfășurării votului de cenzură, ceea ce a determinat opoziția să acuze o tentativă de lovitură de stat. În cele din urmă, partidul Basotho Action Party s-a alăturat coaliției lui Matekane, iar acesta a rămas în funcție.
Așa cum s-a menționat anterior, activistul Tšolo Thakeli a fost arestat în urma unei postări critice la adresa planului lui Matekane de combatere a șomajului în rândul tinerilor. Arestarea sa a declanșat proteste în capitala Maseru și reacții de îngrijorare din partea organizațiilor pentru drepturile omului din regiune. Deși a fost eliberat la scurt timp, Thakeli a declarat că autoritățile i-au transmis să nu mai menționeze numele lui Matekane și că nu i se poate garanta protecția în caz contrar.